# Carl Gottlieb Reißiger
Carl Gottlieb Reißiger (soms ook: Carl Gottlob) (Belzig, 31 januari 1798 – Dresden, 7 november 1859) was een Duits componist, muziekpedagoog en dirigent. Zijn vader Christian Gottlieb Reißiger was cantor in Belzig. Ook zijn broer Friedrich August Reißiger, een leerling van Siegfried Dehn, was componist.

## Levensloop

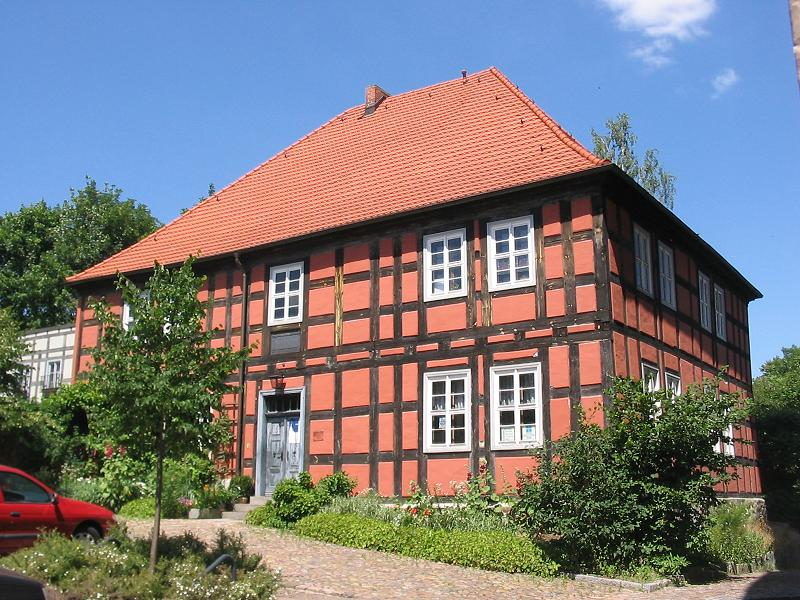
Geboortehuis van de componist Carl Gottlieb Reißiger

Reißiger kreeg zijn basisopleiding aan de Thomasschule te Leipzig. Aldaar was hij een leerling van Johann Gottfried Schicht, componist, Gewandhauskapelmeester en cantor aan de Thomaskerk. In 1821 vertrok hij naar Wenen en studeerde, net als Ludwig van Beethoven en vele anderen, bij Antonio Salieri. In 1822 was hij leerling bij Peter von Winter in München.
Aan de Universiteit Leipzig studeerde hij theologie. Zijn muzikale studie zette hij voort in Frankrijk en vooral in Italië (1824), dat hij in opdracht van het ministerie van binnenlandse zaken van Pruisen, bereisde.
In 1826 was hij voor korte tijd zanger en lid van de "Sing-Akademie" te Berlijn, die toen geleid werd van Carl Friedrich Zelter. In Dresden kon hij directeur aan de Hofopera worden, en was ook twee jaar in deze functie. In 1828 werd hij opvolger van Carl Maria von Weber als hofkapelmeester in Dresden. Verder was hij daar ook directeur van het Conservatorium. In deze functie bleef hij tot zijn overlijden in 1859. Een van zijn leerlingen was Hermann Berens.

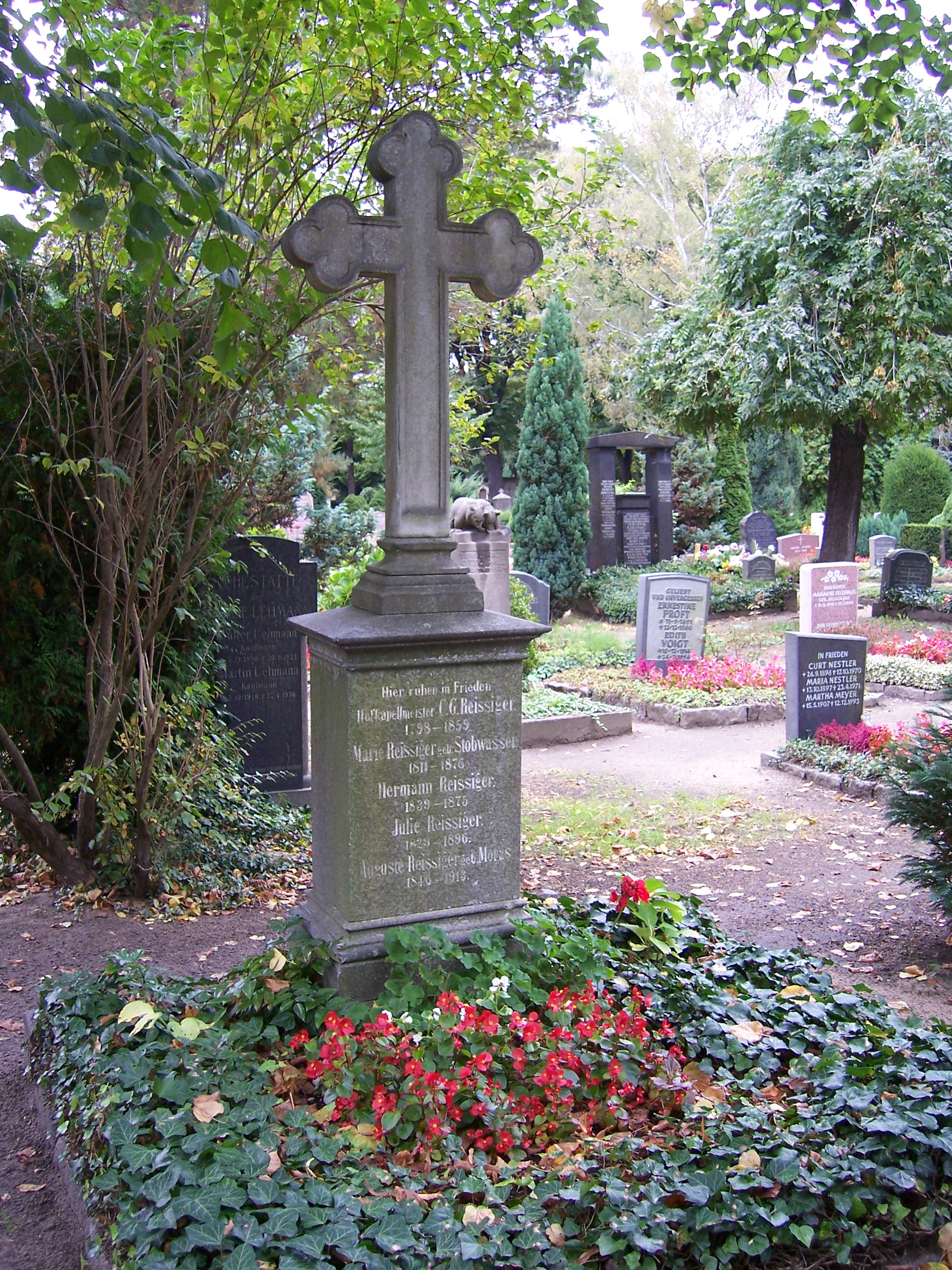
Het graf van Carl Gottlieb Reißiger op de Trinitatis begraafplaats te Dresden

Reißiger is op de Trinitatis begraafplaats in Dresden-Johannstadt begraven.

## Werk
Reißiger heeft een omvangrijk oeuvre. Hij schreef negen opera's, een oratorium, negen Latijnse en vier Duitse missen. Op 20 oktober 1842 dirigeerde hij de première van de opera Rienzi van Richard Wagner met veel succes. Zijn missen schreef hij voor de Rooms-katholieke Hofkerk te Dresden.

## Composities

### Werken voor orkest
- Concert in f-klein, voor hoorn en orkest
- Concertino in D-groot, voor dwarsfluit en orkest, op. 60
- Elegie und Rondo, voor hoorn en orkest, op. 153
- Ouverture tot de opera "Der Ahnenschatz", voor orkest
- Ouverture tot de opera "Die Felsenmühle zu Etalières", voor orkest

### Werken voor harmonieorkest
- Concertino in Es-groot, voor klarinet en harmonieorkest, op. 63

### Missen, oratoria en gewijde muziek
- 1837-1838 Requiem in d-klein
- 1851 David, oratorium in twee delen - tekst: Bijbel
- Christnacht-Chor "Sei willkommen, schöner Stern", voor gemengd koor, strijkorkest en orgel
- Dankend erheben lasst uns die Hände, voor gemengd koor - tekst: Josef Seiler
- Gradualien, voor gemengd koor a capella, op. 210
  1. "Ave Maria"
  2. "Domine, miserere mei"
  3. "In die angustiae"
  4. "Lauda Sion"
  5. "O bone Jesu"
  6. "Veni sancte spiritus"
- Lamm und Haupt, voor gemengd koor, strijkorkest en orgel
- Mache dich auf, werde Licht, voor gemengd koor, strijkorkest en orgel
- Missa X in D-groot, voor solisten, gemengd koor en orkest
- Missa solemnis in d-klein, voor solisten, gemengd koor en orkest
- Weihnachtsgesang, voor gemengd koor

### Muziektheater

#### Opera's
| Voltooid in | titel                          | aktes       | première                                                | libretto                                                                     |
| ----------- | ------------------------------ | ----------- | ------------------------------------------------------- | ---------------------------------------------------------------------------- |
| 1821        | Das Rockenweibchen             |             | De uitvoering werd door censuur verboden                |                                                                              |
| 1823        | Didone abbandonata             | 2 bedrijven | 31 januari 1824, Dresden, Königlich Sächsische Hofoper  | Pietro Metastasio                                                            |
| 1825        | Der Ahnenschatz                | onvoltooid  | niet uitgevoerd                                         | Georg Christian Döring                                                       |
| 1827        | Yelva                          | 2 aktes     | 1827, Dresden, Königlich Sächsische Hofoper             | Theodor Hell naar Augustin Eugène Scribe                                     |
| 1828        | Libella                        | 2 aktes     | 4 januari 1829, Dresden, Königlich Sächsische Hofoper   | Theophania, pseudoniem van: Paulina Marie Julie von Brochowska               |
| 1831        | Die Felsenmühle von Estalières | 2 aktes     | 10 april 1831, Dresden, Königlich Sächsische Hofoper    | Carl Borromäus von Miltitz                                                   |
| 1834        | Turandot                       | 2 bedrijven | 22 januari 1835, Dresden, Königlich Sächsische Hofoper  | Carlo Gozzi, Friedrich von Schiller                                          |
| 1841        | Adèle de Foix                  | 4 aktes     | 26 november 1841, Dresden, Königlich Sächsische Hofoper | Karl Ludwig Blum                                                             |
| 1846        | Der Schiffbruch der Medusa     | 4 bedrijven | 16 augustus 1846, Dresden, Königlich Sächsische Hofoper | Hans-Georg Kriete naar Charles Théodore Cogniard en Jules Hippolyte Cogniard |

### Vocale muziek
- Der wandernde Waldhornist, voor tenor, hoorn en piano - tekst: E. Vogt
- Heimweh - Abendständchen an die Geliebte, voor zangstem en piano
- Mit geheimnisvollem Dunkeln, voor sopraan, hoorn en harp
- Rolandseck, voor zangstem en piano
- Vier Gesänge, voor sopraan, hoorn en piano, op. 117

### Kamermuziek
- 1833 Strijkkwintet nr. 1, voor 2 violen, altviool en 2 cello's, op. 90
- 1857 Kwintet in F-groot, voor viool, altviool, cello, contrabas en piano, op. 209
- Duo brillant, voor klarinet (of cello) en piano, op. 130
- Duo en forme de sonate in e-klein, voor viool (of dwarsfluit) en piano, op. 94
- Fantasie, voor klarinet en piano, op. 146
- Kwartet nr. 2, voor viool, altviool, cello en piano, op. 70
- Kwartet nr. 5, voor viool, altviool, cello en piano, op. 141
- Pianotrio in d-klein, op. 25 nr. 1
- Pianotrio in fis-klein, op. 25 nr. 2
- Pianotrio in Es-groot, op. 77
- Pianotrio in E-groot, op. 85
- Pianotrio in G-groot, op. 164
- Pianotrio in d-klein, op. 175
- Sonate in h-klein, voor viool en piano, op. 45
- Trio brillant in g-klein, voor viool, cello en piano, op. 181

### Werken voor piano
- Danses brillantes, voor piano, op. 26